# Takagripopteryx
Takagripopteryx is een geslacht van steenvliegen uit de familie Capniidae. De wetenschappelijke naam van het geslacht is voor het eerst geldig gepubliceerd in 1922 door Okamoto.

## Soorten
Takagripopteryx omvat de volgende soorten:
- Takagripopteryx imamurai Kohno, 1954
- Takagripopteryx jezoensis Kohno, 1954
- Takagripopteryx nigra Okamoto, 1922
- Takagripopteryx zhuikovae Zhiltzova, 1980